# Kuku
Kuku je vesnice v estonském kraji Raplamaa, samosprávně patřící do obce Rapla. Vesnice leží přibližně 1 km severozápadně od městečka Hagudi, 10 km severně od obecního centra a krajského města Rapla a 40 km jižně od hlavního města Tallinnu.

## Dějiny
O prehistorickém osídlení území vesnice svědčí výskyt obětních kamenů, byť archeologicky nedatovaných. Nejstarší historickou zmínkou vesnice je pravděpodobně německojazyčný soupis harijských vesnic z roku 1725, který zde uvádí vesnici Kucke. Z této doby víme jen, že vesnice patřila do panství Hagudi.
Roku 1870 byla ve vesnici otevřena pobočka hagudské obecní školy, která byla místně nazývána Hagudi kool („hagudská škola“), oficiálně však Seli kool podle estonské varianty pojmenování vesnice Seli. Pod tímto jménem (psáno Селли) se vesnice objevuje roku 1900 v záznamech ruské administrativy. V té době byla vesnice pravděpodobně již přibližně dnešního rozsahu.
Od podchycení státní správou samostatného Estonska roku 1922 je vesnice už důsledně jmenována Kuku (resp. Куку v ruskojazyčné agendě za sovětské okupace).

## Území a osídlení
Vesnice se rozkládá na území přibližně omezeném z jihu Hagudskou slatí, ze severozápadu Sootaguským příkopem (Sootaguse peakraav) a ze severovýchodu řekou Keilou. Jádro vesnice leží v jižní části tohoto území na ploché sušší vyvýšenině kolem rozcestí silnice 20113 Hagudi–Kodila a spojky 20114 Hagudi–Kuku.
Kuku patří k menšině estonských sídel, která nejsou ohrožena úbytkem obyvatelstva. Obecné vylidňování venkova, které začalo po 2. světové válce, se v Kuku zastavilo v polovině 90. let, a od té doby obyvatel vesnice plynule přibývá a obyvatelstvo má přirozené věkové složení. K 1. lednu 2011 bylo v Kuku úředně zapsáno 87 obyvatel, podle výsledků sčítání lidu k 31. prosinci 2011 žilo ve vesnici 92 lidí.

## Občanská vybavenost a kultura
Územím vesnice prochází železniční trať Tallinn–Viljandi, ovšem zastávka se nachází až v městečku Hagudi. Téměř souběžně vede dálnice 15 Tallinn–Rapla–Türi, na niž je v katastru vesnice napojena místní silnice Hagudi–Kodila. Severovýchodním okrajem území vesnice prochází též dálnice 14 Kose–Purila.
Na území vesnice se nacházejí dvě veřejné autobusové zastávky — Hagudi kool na křižovatce silnic Hagudi–Kodila a Hagudi–Kuku a Purila na dálnici Kose–Purila poblíž mostu přes Keilu. Z okrajových částí vesnice jsou dobře dostupné zastávky na západě Seli-Koigi v katastru vesnice Koigi, na severu Töngi v katastru vesnice Röa a na jihu Hagudi a Hagudi raudteejaam („Hagudi, nádraží“) v městečku Hagudi. Na zastávky Hagudi kool a Seli-Koigi jezdí autobus dvakrát každou středu krom státních svátků, na zastávku Hagudi raudteejaam zajíždí v pracovních dnech jednou denně. Zastávka Purila má spojení s Raplou v pracovních dnech dvakrát až třikrát denně, na zastávkách Töngi a Hagudi staví od brzkých ranních do pozdních večerních hodin množství místních i dálkových spojů.
Ve vesnici se nenachází žádný obchod, úřad, sociální ani kulturní zařízení, takže obyvatelé vesnice jsou odkázáni na firmy a instituce sídlící v blízkém městečku Hagudi a v obecním centru a krajském městě Rapla. V Hagudi se nachází mateřská a základní škola a veřejná knihovna. V Raple se nachází střední škola, hudební škola, kulturní dům, lékařské praxe, poliklinika, nemocnice, pečovatelské středisko a evangelický sbor při kostele sv. Maří-Magdalény.
Příslušný obecní hřbitov je v katastru vesnice Uusküla na severozápadním okraji Raply.

## Pamětihodnosti
Poblíž usedlostí Maasika a Näägo se nacházejí dva prehistorické obětní kameny bez přesnější datace.
Na jedné z budov usedlosti dnes nazývané Vanakooli nebo Vana-Kooli („Stará škola“) je k vidění pamětní tabule, která připomíná obecní školu, která v budově působila od roku 1870 do 30. let 20. století. Vzpomínka na školu je zachována též v názvu blízké autobusové zastávky Hagudi kool („Hagudská škola“, resp. „Hagudi, škola“).
Nedaleko řeky směrem k Purile se nachází roku 1906 národopisně podchycený a roku 2009 znovuobjevený pramen Vatlaallikas. Podle lidového podání má pramen zázračné léčebné účinky a za měsíčných nocí se k němu scházejí ke svým rejům čarodějnice.
Z přírodních pamětihodností je nejvýraznější Matsi-Kärnerská dubina (Matsi-Kärneri tammik), která se rozkládá bezprostředně jihozápadně od jádra vesnice mezi usedlostmi Maasika, Aruõue a Nõlvaku. Její nejcennější části jsou chráněným územím.
Od severozápadu zasahuje do katastru vesnice Chráněná krajinná oblast Rabivere (Rabivere maastikukaitseala), která je v téže rozloze zařazena rovněž do sítě mezinárodně významných přírodních území Natura 2000. Z chráněných druhů byly přímo na území vesnice doloženy zobanitka zední a sourubka zpeřená.

## Odpor proti dálnici
V roce 2008 se vesnice Kuku dostala do středu pozornosti médií v souvislosti s připravovanou stavbou nové čtyřproudové dálnice Tallinn–Rapla–Türi. Poté, co byla z plánovaných možností vedení trasy schválena varianta západního obchvatu městečka Hagudi, která by měla zasáhnout též do Hagudské slatě, obrátili se obyvatelé Kuku, podpořeni některými obyvateli Hagudi, s protestní peticí k Odboru pro životní prostředí (Keskkonnateenistus) krajského úřadu v Raple.
V reakci na petici krajský Odbor pro životní prostředí slíbil odstranit některé nedostatky v procesu SEA a obnovit veřejnou diskusi, jako předběžný záměr však variantu vedení dálnice schválil se zdůvodněním, že se jedná zatím o předběžné plánování stavby a že z navržených čtyř variant je tato celkově nejšetrnější k životnímu prostředí. Pokud by ke stavbě dálnice došlo, realizovala by se až v letech 2020–2030 a musela by projít ještě stavebním povolovacím řízením.